# Hungry Eyes
Hungry Eyes is een nummer van de Amerikaanse zanger Eric Carmen. Het numner is afkomstig van het soundtrack album van de film Dirty Dancing uit 1987. In oktober dat jaar werd het nummer eerst in de VS en Canada op single uitgebracht en op 7 november volgden Europa, Australië, Nieuw-Zeeland en Zuid-Afrika.

## Achtergrond
Na zeker een ruim decennium geen hits meer te hebben gehad, scoorde Eric Carmen begin 1988 met deze plaat eindelijk weer een grote hit. Carmen zelf twijfelde aanvankelijk of hij het nummer wel moest opnemen, omdat hij bang was dat muziek op soundtracks nooit succesvol zou worden. Uiteindelijk nam hij het toch op, en achteraf bleek dat hij een extreem populaire plaat had opgenomen welke tegenwoordig nog steeds wereldwijd op radiostations en in radio reclamespots te horen is.
De plaat haalde in thuisland de Verenigde Staten de 4e positie in de Billboard Hot 100, in Canada de 2e, Australië de 4e, Nieuw-Zeeland de 18e, Zuid-Afrika de 10e, Zweden de 6e, Duitsland de 17e, de Eurochart Hot 100 de 53e en in het Verenigd Koninkrijk slechts de 82e positie in de UK Singles Chart. 
In Nederland was de plaat op vrijdag 29 januari 1988 Veronica Alarmschijf op Radio 3 en werd een radiohit in de destijds twee landelijke hitlijsten op de nationale publieke popzender. De plaat bereikte de 12e positie in de Nederlandse Top 40 en de 16e positie in de Nationale Hitparade Top 100. In de Europese hitlijst op Radio 3, de TROS Europarade, werd géén notering behaald aangezien deze lijst op donderdag 25 juni 1987 voor de laatste keer werd uitgezonden.
In België bereikte de plaat de 7e positie in de Vlaamse Radio 2 Top 30 en de 9e in de voorloper van de Vlaamse Ultratop 50. In Wallonië werd géén notering behaald.